# Çatalkaya, Alaca
Çatalkaya là một xã thuộc huyện Alaca, tỉnh Çorum, Thổ Nhĩ Kỳ. Dân số thời điểm năm 2010 là 173 người.